# Miyu (woreda)
Pour les prénoms féminins japonais, voir Miyu et Miyo.
Miyu, ou Miyo, est un woreda du sud de l'Éthiopie, situé dans la zone Borena de la région Oromia. Il a 50 601 habitants en 2007.

## Origine et nom
Le woreda Miyu n'est pas encore mentionné en 2006 dans l'Atlas of the Ethiopian Rural Economy, son futur territoire faisant alors partie du woreda Dire. Il se sépare de Dire avant le recensement de 2007.
Son nom, Miyu, peut aussi s'écrire Miyo.

## Situation
Situé dans le sud de la zone Borena, Miyu est limitrophe du Kenya.
|      | Dehas   |        |
| Dire | Miyu    | Moyale |
|      | (Kenya) |        |

Son chef-lieu, Hidlola, ou Hidilola,, est desservi par une route secondaire, une douzaine de kilomètres à l'écart de la route principale, à 53 km au sud-est de Mega, le chef-lieu de Dire, et à près de 80 km au nord-ouest de la ville frontalière de Moyale. 

## Population
Au recensement national de 2007, le woreda Miyu compte 50 601 habitants et 8 % de sa population est urbaine.
Avec 3 941 habitants, Hidlola est sa seule localité urbaine.
La majorité des habitants du woreda (72 %) sont de religions traditionnelles africaines, 17 % sont musulmans, 7 % sont protestants et 4 % sont orthodoxes.
En 2022, la population du woreda est estimée à 73 413 personnes avec une densité de population de 24 personnes par km2 et 3 027 km2 de superficie.